# うちのポチ (2005年のパチンコ機)
うちのポチは、2005年10月にSANKYOが発売した、1990年に羽根モノタイプとして発売されたうちのポチの仕様を変更しリメイクしたパチンコ機のシリーズ名。
CRうちのポチSPとうちのポチDXの2機種がある。

## 概要
一般電役タイプの普通機。現金機のDXとCR機の2種類発売された。スペック･盤面共に変わらず共通の仕様となっている。
アナログなチューリップの連動で出玉を増やしていくという、羽根モノ全盛期以前のゲーム性と同じタイプで、当時としては珍しいスペックの機種である。

## スペック
- CRうちのポチSP
  - 賞球数 ALL10
- うちのポチDX
  - 賞球数 ALL10

## 演出
盤面上部にはクルーンが配置されており、このクルーンを経由した玉のみ盤面中央のポチ役物への入賞が可能となる。
一度ポチ役物に入賞すると、役物自体が半回転しクルーンからだけではなく、左右脇からも入賞することができるようになる。中央役物に入賞すると、役物下の「POCHI」と描かれた2箇所のチューリップが連動して開放されるようになる。
POCHIチューリップの構造は、玉が1個入賞して、連動するチューリップを開放させた後にもう1個入賞することで閉じる仕組みになっている。左右落としに配置されている4箇所のチューリップは、他のチューリップとの連動はなく、1個入賞したらチューリップが開き、再度入賞で閉じるシンプルな構造となっている。
プレミアムサウンドを18種類搭載しており、ある特定の条件を満たすと数々の名機のサウンドが流れることがある。